# Christopher Robin
Christopher Robin je lik iz crtanog filma Velike pustolovine Winnieja Pooha koji je napisao engleski pisac A. A. Milne.

## Podaci o liku
- Rod: muškarac
- Boja očiju: crna
- Boja kose: smeđa
- Vrsta: čovjek
- Vjernost: majci i životinjama
- Glumac: Bruce Reitherman
- Prvo pojavljivanje: Velike pustoloine Winnieja Pooha

## Opis lika
Christopher Robin dobar je prijatelj. Uvijek im pomaže. Jako je neuredan i ponekad prijatelje dovodi u nevolje. Soba mu je uvijek u neredu. Mama mu govori kako treba počistiti sobu, no on kad je uredi, ponovno je izneredi.

## Zanimljivosti o liku
Najdraža hrana su mu rođendanske torte. Najbolji prijatelji su mu svi. Živi s majkom. Najdraže što kaže je: Silly old bear.